# Maryana Marrash
Maryana bint Fathallah bin Nasrallah Marrash (ar: مريانا بنت فتح الله بن نصر الله مرّاش / ASA-LC: Maryānā bint Fatḥ Allāh bin Naṣrallāh Marrāsh; Alepo, 1848 – Alepo, 1919), mais conhecida como Maryana Marrash, foi uma escritora e poetisa síria pertencente ao movimento literário Nahda, também conhecido como Renascimento Árabe. Reviveu os salões literários em Oriente Próximo, de origens pré-islâmicos, e foi a primeira mulher síria a publicar uma colecção de poemas, bem como em escrever para algum diário árabe.

## Biografia

### Origens, família e educação
Maryana Marrash nasceu em Alepo, uma cidade da província otomana de Síria e localizada na actual Síria, no seio de uma família melquita de comerciantes ricos conhecida por seu interesse na literatura. A sua família estava comodamente assentada em Alepo, apesar dos vizinhos que tinham padecido recentemente por causa de seu credo: Butrus Marrash, aparentado com Maryana, tinha sido martirizado por fundamentalistas ortodoxos gregos em abril de 1818, enquanto outros melquitas, como o sacerdote Jibrail Marrash, tinham-se exilado da cidade. O pai de Maryana, Fathallah, tratou de acalmar a situação escrevendo um tratado em 1849, no que recusava a cláusula Filioque. Fathallah tinha construído uma grande biblioteca privada para brindar os seus três filhos; Francis, Abdallah e Maryana, uma exaustiva educação, concentrando na literatura e a gramática árabes. Segundo Marilyn Booth, a mãe de Maryana provinha da «famosa família al-Antaki», aparentada com o arcebispo Demetrius Antachi.
Por aquela altura, Alepo era um importante centro intelectual dentro do Império Otomano, cuja boa parte da população consistia em intelectuais e escritores aderidos ao Al-Nahda e preocupados pelo futuro do povo árabe. Os irmãos Marrash, além de receber educação em casa, assistiam a escolas missionárias francesas, onde adquiriram conhecimentos de francês, de italiano e de inglês. Ao proporcionar a sua filha uma educação, quando às mulheres de Médio Oriente não se lhes era dada formação intelectual alguma, os pais de Maryana desafiaram a crença generalizada de que a educação e o âmbito intelectual era só para os varões, e as meninas não eram educadas «para que não se sentissem no ambiente de recepção dos homens», afirma Marilyn Booth. Fathallah inscreveu a sua filha de cinco anos numa escola maronita local, depois, foi educada pelas freiras de San José em Alepo. Além da sua educação formal nestas escolas, onde se familiarizou com as culturas francesa e inglesa, esteve baixo a tutela de seu pai e seus irmãos, quem lhe davam classes sobre literatura. Os primeiros reportes de Maryana afirmam que se destacava em francês, literatura e matemática, e que podia tocar o Kanun e cantar harmoniosamente.
O historiador sírio Muhammad a o-Ragib Tabbakh afirma que Maryana era uma mulher diferente do que esperar-se-ia para a época e que «a gente a olhava com outros olhos». Num princípio, não desejava se casar pese a que tinha vários pretendentes, ainda que parece ter mudado de opinião depois da morte da sua mãe, e contraiu casal com Habib Ghadban, membro de uma família cristã local. O casal teve um filho e duas filhas.

### Carreira literária

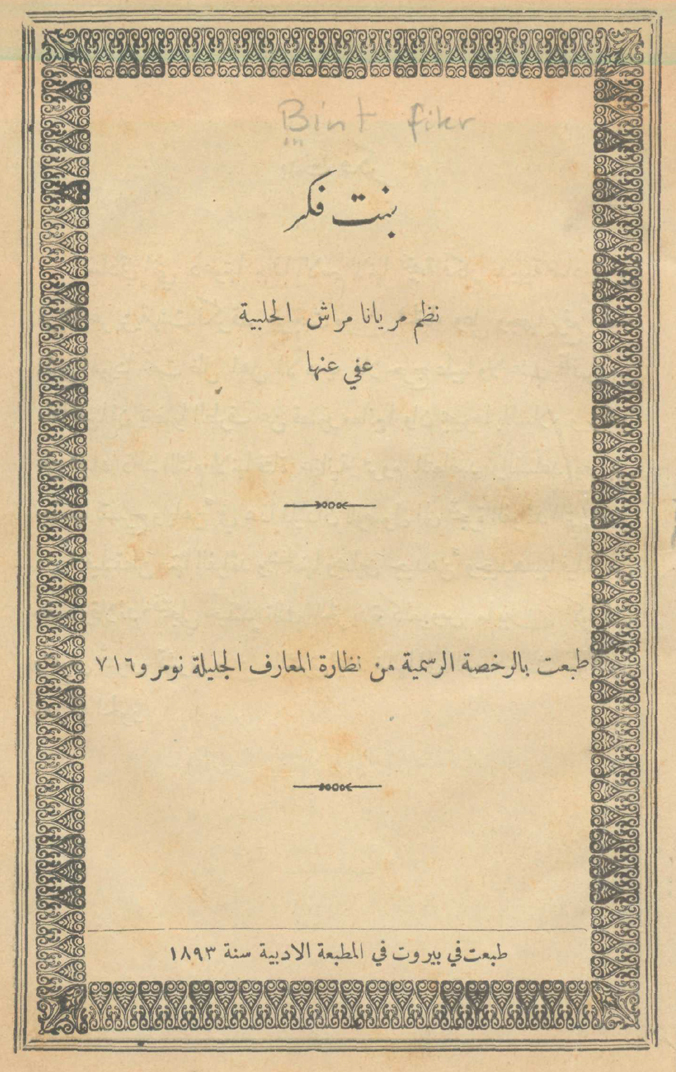
Tampa do poemario Bint fikr.

Em 1870 ou 1871, Marrash começou a publicar artigos e poemas em revistas e diários sírios e libaneses, como em Lisan A o-hal e em A o-Jinan. Em seus artigos, criticava a condição das mulheres árabes e instava-as, sem importar a religião que professassem, a aceder à educação e a manifestar suas opiniões. Em 1893, obteve a permissão da Sublime Porta para publicar sua colecção de poemas Bint fikr (Uma filha do pensamento) em Beirute, graças a que tinha escrito um poema no que exaltava a figura do sultão Abdulamide II e outros panegíricos nos que elogiava aos governadores otomanos de Alepo. Sua poesia tinha um estilo mais tradicional que a de seu irmão Francis, como se observa na elegia que compôs para lamentar sua morte. Em suas classes caseiras, Maryana também estudava a alguns poetas romancistas Francêsé, como Alphonse de Lamartine e Alfred de Musset. Sami Kayyali disse sobre Marrash:
Entre suas obras não propriamente literárias, se destaca Tarikh Suriya a o-hadith, que é o primeiro livro em tratar a história tardia da Síria Otomana.

### O salão de Marrash
Marrash era reconhecida em Alepo por causa do salão que tinha na casa que compartilhava com seu marido, no qual organizava regularmente reuniões às que assistiam intelectuais residentes em Alepo. Tinha realizado uma viagem por Europa numa ocasião, e tinha regressado a casa impressionada pela cultura literária própria da época. No entanto, segundo conta Joseph Zeidan, não existem provas que confirmem que Marrash instaurasse seu salão como ponto de reuniões literárias depois de seu passo por Europa; já que há que ter em conta que a maioria de quem coincidiam eram visitantes habituais da casa da sua família, onde costumavam reunir com seu pai ou seus irmãos. Por isso, seguindo a lógica de Zeidan, não se sabe com certeza se seu passo por Europa influiu ou não na organização destas reuniões. Joseph Zeidan conta:
Os participantes das suas reuniões incluíam intelectuais de Alepo de ambos sexos, além de políticos e diplomatas estrangeiros. Durante as reuniões, Marrash costumava entreter a seus convidados tocando o Kanun e cantando. Antun Sha'arawi descreveu como eram as típicas reuniões no salão de Marrash:
Não obstante, Heghnar Zeitlian Watenpaugh sugeriu que a descrição de Sha'arawi pode ser parcial ou totalmente apócrifa.